# Мотта, Дик
Джон Ричард (Дик) Мотта (англ. John Richard 'Dick' Motta; род. 3 сентября 1931, Мидвейл, Юта) — американский баскетбольный тренер и комментатор. После работы с командой Государственного университета Уэбера почти 30 лет тренировал команды НБА («Чикаго Буллз», «Вашингтон Буллетс», «Даллас Маверикс», «Сакраменто Кингз» и «Денвер Наггетс») и 14 раз выходил с ними в плей-офф. К концу карьеры занимал второе место среди тренеров НБА по количеству проведённых матчей (1952 в регулярном сезоне) и третье — по количеству побед (935). Чемпион НБА (1977/78), тренер года НБА (1971), лауреат приза Чака Дэйли за достижения карьеры (2015).

## Биография
Родился в 1931 году в Юте в семье Амброза Мотты, иммигранта из Италии, и Зельды Мотты. Дик вырос на ранчо, принадлежавшем его отцу. Окончил Джорданскую среднюю школу в Юте, где пытался попасть в школьную баскетбольную сборную, но не преуспел, а затем с 1949 по 1953 год учился в Университете штата Юта.
По окончании вуза преподавал в средней школе. В 1954 году женился на Дженис Фрейзер; в этом браке родились двое детей. После двух лет службы в ВВС США Мотта начал работу тренером в средней школе Грейса (Айдахо). Он тренировал школьную баскетбольную команду с 1956 по 1959 год, за это время выиграв с ней чемпионат штата. В 1960 году занял должность тренера младшего колледжа Уэбера, через два года преобразованного в университет. В первые два года команда под руководством Мотты одержала 44 победы при 17 поражениях. В дальнейшем он выиграл с «Уэбер Стейт Уайлдкэтс» ещё 120 матчей, проиграв лишь 33 (78,4 % побед). В 1965, 1966 и 1968 годах Мотта становился с командой Государственного университета Уэбера чемпионом конференции Биг Скай, а в последний год впервые в истории вуза вывел её в национальный чемпионат NCAA.
В 1968 году Мотта занял должность главного тренера команды НБА «Чикаго Буллз». Он ввёл в команде жёсткую дисциплину, и под его руководством, агрессивно играя в обороне и организованно — в нападении, она выходила в плей-офф чемпионата НБА шесть раз за следующие восемь сезонов. В сезоне 1970/71 «Буллз» заняли второе место в Среднезападном дивизионе с балансом побед и поражений 51—31, а Мотта был признан тренером года в НБА. В сезоне 1974/75 он привёл «Чикаго» к победе в Среднезападном дивизионе; в плей-офф команда проиграла в финале Западной конференции будущим чемпионам — «Голден Стэйт Уорриорз».
Мотта был вынужден расстаться с «Буллз» после нескольких конфликтов с игроками и руководством клуба и в 1976 году принял под своё начало другую команду НБА «Вашингтон Буллетс». К этому моменту в составе клуба собрались несколько игроков высокого класса (Элвин Хейз, Уэс Анселд, Фил Ченье), но успеха в плей-офф он не добивался, и Мотте было поручено поднять дисциплину в команде. В сезоне 1977/78, во второй свой год с клубом, Мотта закончил регулярный сезон на втором месте в Центральном дивизионе, но затем прошёл с «Буллетс» весь путь до финала, победив чемпионов дивизиона «Сан-Антонио Спёрс». В финале «Вашингтону» противостояли «Филадельфия Севенти Сиксерс». Финальная серия продолжалась семь матчей, и по ходу её «Филадельфия» дважды вела в счёте, но в конечном итоге чемпионский титул завоевали «Буллетс». Благодаря этой серии широкую известность получила фраза «Опера не окончена, пока не спела толстуха» (англ. The opera ain't over 'til the fat lady sings), процитированная Моттой в интервью, когда его команда проигрывала в серии. Седьмую, решающую, игру «Вашингтон» выиграл на площадке соперников. В следующем сезоне Мотта и «Буллетс» во второй раз подряд вышли в финал чемпионата НБА, но уступили в пяти матчах «Сиэтлу».
В 1980 году Мотта перешёл в новый клуб НБА «Даллас Маверикс», став его первым главным тренером. В первый сезон в лиге «Маверикс» одержали лишь 15 побед, но в следующие пять лет с Моттой в качестве главного тренера их результаты продолжали постоянно улучшаться — до 28 побед, затем до 43, 44 (дважды) и, наконец, 55. После шестого сезона с «Далласом» тренер объявил об уходе на покой, и во главе команды его сменил Джон Маклеод, в сезоне 1986/87 дошедший с нею до финала Западной конференции с 53 победами в регулярном сезоне. На счету Мотты к этому моменту было 808 побед в НБА при 775 поражениях.
Карьера Мотты в баскетболе, однако, с уходом из «Далласа» не закончилась. В 1988 году он стал комментатором в Детройте и вёл репортажи с игр «Пистонс», а в январе 1990 году вернулся на пост главного тренера, на этот раз в клубе НБА «Сакраменто Кингз». Мотта проработал с «Кингз» до декабря 1991 года, но в каждом сезоне терпел с этой командой больше поражений, чем одерживал побед. Перед началом сезона 1994/95 он снова возглавил «Даллас Маверикс» и проработал с командой два года, оба раза заканчивая сезон на пятом месте в дивизионе, не попадая в плей-офф. В июле 1996 года его пригласили на должность помощника главного тренера в «Денвер Наггетс», в ноябре того же года он стал главным тренером команды, но успеха не добился, за остаток сезона потерпев 52 поражения при 17 победах.

## Достижения и награды
Дик Мотта — тренер года НБА (1971) и чемпион НБА (1978). В общей сложности за время работы с клубами НБА (включая регулярные сезоны и плей-офф) Мотта выиграл 991 матч и проиграл 1087 (47,7 % побед). На момент завершения тренерской карьеры он занимал второе место среди тренеров НБА за всю историю лиги по проведённым матчам регулярного сезона (1952) и третье — по количеству побед (935). Команды под руководством Мотты в общей сложности 14 раз выходили в плей-офф НБА («Чикаго Буллз» — 6 раз, а «Вашингтон Буллетс» и «Даллас Маверикс» — по 4 раза подряд). С тремя разными командами он одерживал 50 и более побед за сезон. Ещё одним примечательным статистическим показателем карьеры не стеснявшегося в выражениях Мотты в НБА стали 398 технических фолов, из которых семь пришлись на первые шесть игр. Звания тренера года и чемпиона НБА и почти тысяча побед за карьеру позволяют ему претендовать на место в Зале славы баскетбола, и Мотта дважды (в 2011 и 2012 годах) был финалистом голосования по кандидатам на включение в его списки, но оба раза не собирал нужной поддержки. В 1990 году имя Мотты было включено в списки Зала спортивной славы Государственного университета Уэбера, а в 2015 году он стал лауреатом Приза Чака Дэйли, присуждаемого Национальной ассоциацией баскетбольных тренеров США за достижения на протяжении карьеры.